# Dendropsophus bifurcus
Espèce
Synonymes
- Hyla bifurca Andersson, 1945

Statut de conservation UICN

 LC  : Préoccupation mineure
Dendropsophus bifurcus est une espèce d'amphibiens de la famille des Hylidae.

## Répartition
Cette espèce se rencontre  entre 200 et 1 200 m d'altitude dans la partie supérieure du bassin de l'Amazone :
- en Bolivie amazonienne ;
- dans l'ouest du Brésil dans les États d'Acre et d'Amazonas ;
- dans l'est du Pérou ;
- dans l'est de l'Équateur ;
- dans le sud de la Colombie.

## Publication originale
- Andersson, 1945 : Batrachians from east Ecuador collected 1937, 1938 by Wm. Clarke-MacIntyre and Rolf Blomberg. Arkiv för Zoologi, vol. 37A, p. 1-88.